# Cicero (ordbehandlare)
Cicero var ett svenskt ordbehandlingsprogram för MS-DOS, utvecklat av Tomas Björnssons RTB program i Lund.  Programmet fanns i två versioner: Cicero standard och Cicero plus. Programmet hade sin storhetstid i början av 1990-talet och torde ha haft sin största spridning i södra Sverige, särskilt inom offentlig förvaltning.
Programmet utvecklades efterhand också i en version Cicero 2010 för Microsoft Windows. I den användes ett egenutvecklat dokumenthanteringssystem.
Det som utmärkte Ciceroprogrammet var uppbyggnaden av dokumenten på skärmen med hjälp av hjälplinjer. Med stöd av hjälplinjerna kunde dokumentsidorna lätt indelas i de textstycken man önskade skilja åt. Med hjälplinjerna skapades indrag, spaltindelning m.m. I och med att linjerna var synliga på skärmen var de intuitivt lätta att förstå. Normalt var de endast synliga som hjälp vid skrivarbetet och kom inte med i utskriften. Men möjligheten fanns också att skriva ut linjerna, till exempel vid konstruktion av tabeller, blanketter och annat.
Tabulatorlägena i en tabell konstruerades med hjälp av vertikala hjälplinjer. Genom att på önskat ställe infoga horisontella linjer skapades rutor tabellceller som kunde redigeras var och en för sig. I programmet fanns funktioner för kalkyl och databaser. I programtester hos användare ansågs programmet vara lätt att lära. Det var menystyrt och menyerna nåddes genom någon av funktionsknapparna.
Funktionsmenyerna hade korta namn såsom Meny, Fönster, Sök, Kalkyl, Märk, Märk ej, Flytta, Kopiera, Stil och Ställ in. Undermenyerna nåddes sedan med fler tillval.
Cicero var lösenordsskyddat för att förhindra kopiering, men det fanns möjlighet att göra tidsbestämda "provkopior" och testa programmet.
Andra program som utvecklades av det lundenska programföretaget var Ord 800, DTC Ord och Ord III för tidiga persondatorer som ABC 800 och Facit DTC.